# آندرئاس بتمان
اندرسون بتمن (آلمانی: Andreas Bethmann؛ زاده ) یک بازیگر، کارگردان، فیلم‌نامه‌نویس و تدوین‌گر اهل آلمان است.